# Béatrice du Vinage

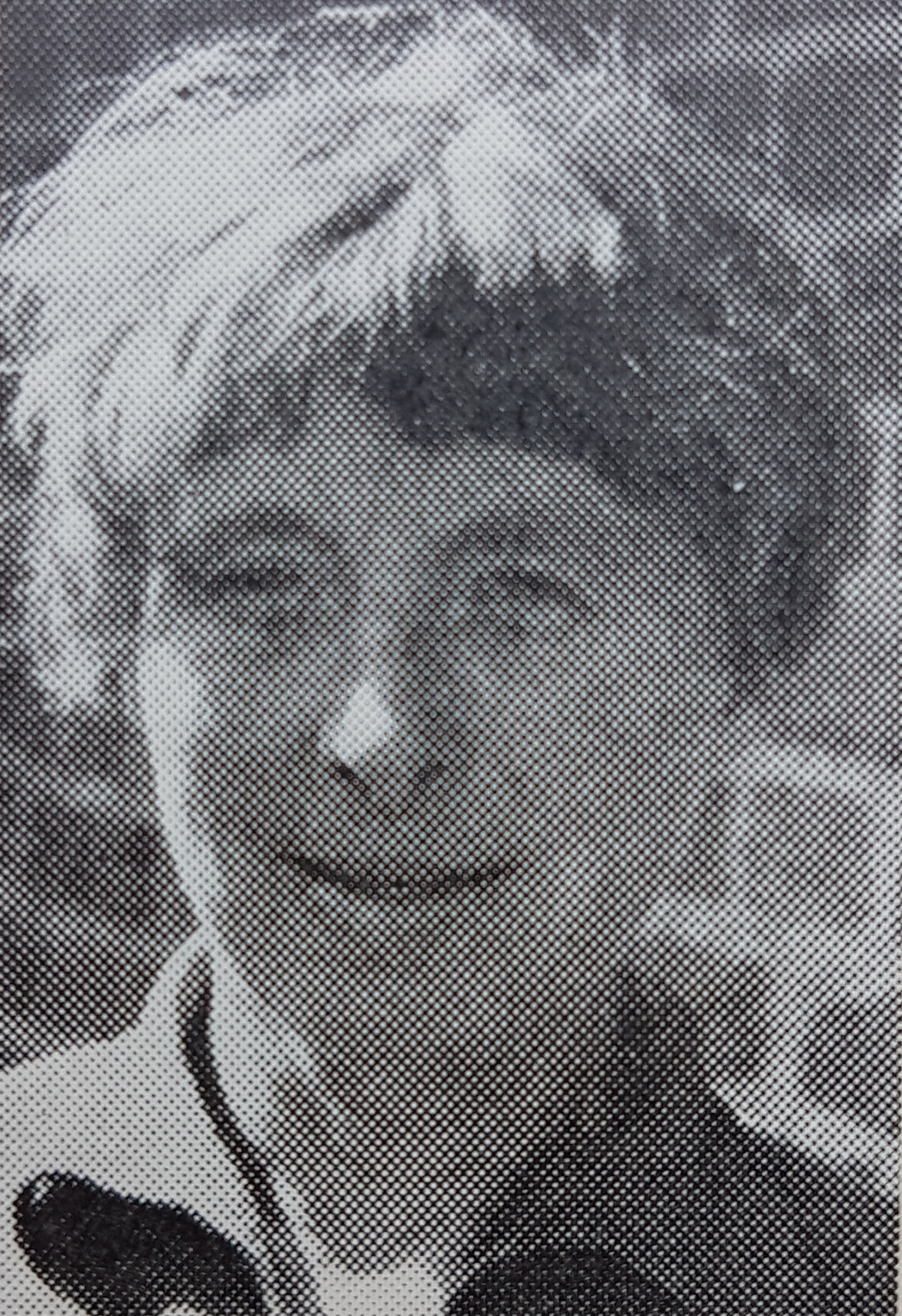
Béatrice du Vinage

Béatrice Amélie du Vinage (* 14. August 1911 in Schöneberg; † 23. Mai 1993 auf Öland) war eine deutsch-schwedische Malerin, Grafikerin, Fotografin und Journalistin.

## Leben

### Familie
Béatrice du Vinage entstammte der aus Frankreich stammenden Familie hugenottischen Ursprungs du Vinage und war die Tochter des französischen Kaufmanns und Konsuls François du Vinage und dessen Ehefrau, der Ärztin Amelie du Vinage-von Skopnik (* 15. Mai 1877 in Glogau; † 8. Mai 1968 in Berlin); sie hatte noch drei Schwestern, zu diesen gehörte die Fotografin Gabriele du Vinage.
Sie war – gemäß dem Amtlichen Fernsprechbuch für den Bezirk der Reichspostdirektion Berlin von 1940 – in der Wilskistraße 35 in Berlin-Zehlendorf wohnhaft. 1943 zog sie nach St. Peter-Ording in den Ortsteil Böhl, bevor sie 1952 nach Schweden auswanderte. Sie führte eine Lebens- und Arbeitsgemeinschaft mit der Weberin Märta Teljstedt († 2005), die ihren Nachlass, der aus Landschaftsaquarellen und Radierungen bestand, verwaltete. 1961 nahm sie die schwedische Staatsbürgerschaft an. Ihr Grab befindet sich auf dem Räpplinge kyrkogård in Borgholm.

### Werdegang
Von 1930 bis 1931 studierte Béatrice du Vinage an der Akademie der Künste und an der Schule für Kunstgewerbe und Handwerk in Berlin und erhielt anschließend eine Ausbildung zur Fotografin; sie war von 1934 bis 1942 als Fotoreporterin und Journalistin unter anderem für verschiedene Zeitschriften in Deutschland, England und den USA tätig; so unternahm sie 1935 mit ihrem Motorrad eine Reise, um für den ursprünglich deutschen Atlantis-Verlag in Zürich eine Reihe von Reportagen über prominente Männer und interessante Orte zu schreiben.
Im Frühjahr 1943 kam sie als Journalistin auf die Halbinsel Eiderstedt in Nordfriesland und schrieb für die Wochenzeitung Das Reich eine Reportage über die Arbeit, die ein Landrat in Eiderstedt Tag für Tag zu leisten hatte.
Erst nach dem Zweiten Weltkrieg wandte sie sich 1945 der Malerei zu und setzte ihre künstlerische Ausbildung bei dem Hamburger Sezessionisten Fritz Kronenberg von 1945 bis 1948 in Hamburg fort. Darauf erhielt sie bis 1952 Zeichenunterricht bei Friedrich Karl Gotsch in St. Peter Ording.
Sie wanderte 1952 nach Stockholm aus und studierte bis 1955 an der Kungliga Konsthögskolan Stockholm bei Bror Hjort (1894–1968), Harald Sallberg (1895–1963) und Jurgen von Konow (1915–1959). Von 1955 bis 1956 wurde sie bei Stanley Hayter im von ihm gegründeten Atelier 17 in Paris weiter ausgebildet.
Sie unternahm mehrere Studienreisen, die sie auch zur Berichterstattung nutzte, unter anderem nach Paris, Norditalien, Dalmatien, London, Spanien und Belgien, dort verbrachte sie zwei Jahre.
Gemeinsam mit ihrer Lebensgefährtin Märta Teljstedt erwarb sie ein Atelier in Regeringsgatan in Stockholm; im Zusammenhang mit der Umgestaltung des Stadtzentrums verlegten sie ihr Atelier St. Per 1965 nach Kalleguta auf die Insel Öland.
Seit 1973 erhielt sie jährlich Besuch von der deutschen Malerin Gisela Kleinschmidt, die dort ihre Studienaufenthalte verbrachte.
Ihre malerischen Werke bestanden überwiegend aus Landschaftsdarstellungen in Öl, Aquarell oder in Form von Kupferstichen.

## Mitgliedschaften
Obwohl Béatrice du Vinage seit 1952 in Schweden ansässig war, gehörte sie dem deutschen Berufsverband der Bildenden Künstler, Sektion Schleswig-Holstein, an.

## Ausstellungen
Béatrice du Vinage nahm an den Landesschauen des deutschen Berufsverbands der Bildenden Künstler, Sektion Schleswig-Holstein, von 1958 bis 1967 in Kiel und Hamburg teil. Daneben beteiligte sie sich auch an den Gruppenausstellungen der Muy Grafik in Lund, an den Stockholmsalongen in der Liljevalchs Galerie und der Bergholm Konstförening.
In Göteborg und in der Galerie Æsthetica in Stockholm sowie in St. Peter-Ording und in Göttingen stellte sie auf Einzelausstellungen aus.
Nach ihrem Tod wurden mehrere Gedenkausstellungen in Schweden gezeigt, so unter anderem 2007 in Gyttorp und 2011 in Gärdslösa.

## Werke (Auswahl)
Die Werke von Béatrice du Vinage befinden sich im
- Schleswig-Holsteinischen Landesmuseum, Schloss Gottorf in Schleswig;
- Kunsthalle zu Kiel;
- Kultusministerium in Kiel;
- Staatliches Kupferstichkabinett in Berlin;
- Kunstmuseum Kalmar[13];
- Bezirksmuseum Kalmar;
- Ölands Folkhögskola;
- Kommune Borgholm.